# El alcalde de Zalamea (pel·lícula de 1914)
El alcalde de Zalamea és una pel·lícula muda dramàtica de Pedro Calderón de la Barca dirigida per Adrià Gual i pel director de fotografia Juan Solà Mestres. Va ser estrenada a Madrid el 13 de desembre de 1914 al Palacio del Cinematógrafo i a Barcelona en el Gran Cine Eldorado l'11 de gener de 1915.
Consta de tres parts, amb un total de 1028 metres de pel·lícula. Es va filmar a Barcelona, durant el mes d'agost de 1914, per la productora Barcinógrafo amb guió cinematogràfic, decorats i vestuari d'Adrià Gual.
Els actors que participaren eren: Enrique Giménez [Jiménez], Joaquín Carrasco, Avel·lí Galceran, J. Munt Rosés, Pius Daví, Manuel Sirvent i Ramona Mestre.